# Морозов, Николай Петрович (партийный деятель)
Николай Петрович Морозов — советский хозяйственный, государственный и политический деятель.

## Биография
Родился в 1918 году в деревне Сластуха. Член КПСС.
Участник Великой Отечественной войны: офицер Главного управления заказов ВВС Красной Армии/
До 1960 — инженерный и партийный работник на Рыбинском авиационном заводе.
В 1960—1964 — первый секретарь Рыбинского горкома КПСС.
В 1964—1973 — второй секретарь Ярославского обкома КПСС.
В 1973—1981 — заместитель председателя Госстандарта СССР.
С 1981 — персональный пенсионер союзного значения.
Депутат Верховного Совета РСФСР 7-го и 8-го созывов. Делегат XXII, XXIII и XXIV съездов КПСС.
Жил в Рыбинске.

## Награды
- Орден Трудового Красного Знамени (1966, 25.08.1971, 22.02.1978[5])